# Agonidium mus
Agonidium mus is een keversoort uit de familie van de loopkevers (Carabidae). De wetenschappelijke naam van de soort werd voor het eerst geldig gepubliceerd in 1953 door Pierre Basilewsky.